# Michael Braun (Journalist, 1952)
Michael Braun (* 1952 in Wermelskirchen) ist ein deutscher Journalist und Moderator. Zudem ist er Landeskorrespondent in Frankfurt beim Deutschlandfunk im Bereich Wirtschaft. Zuvor war der studierte Historiker, Philosoph und Soziologe bei der Frankfurter Allgemeinen Zeitung und moderierte zehn Jahre das ZDF-Mittagsmagazin.

## Leben
In Bonn studierte er Geschichte, Philosophie und Soziologie und promovierte 1979 mit dem Thema „Geschichte der luxemburgischen Sozialversicherung“. Er war in der Wirtschaftsredaktion des Hessischen Rundfunks tätig und moderierte zwischen 1989 und 1999 das ZDF-Mittagsmagazin. Bei der Frankfurter Allgemeinen Zeitung war er im Ressort Neue Medien tätig. In Zürich war er stellvertretender Chefredakteur des „European Business Channel“. Er gründete zusammen mit Brigitte Scholtes das Redaktionsbüro „Business Report“, das sie seit seinem Ruhestand weiterbetreibt. Beim Deutschlandfunk lag sein Schwerpunkt der Berichterstattung aus dem Studio Frankfurt in Verlauf und Folgen der Finanzkrise ab 2007. Seit 2003 arbeitete Braun an 66 Sendungen des Deutschlandfunk-Magazins Hintergrund, das täglich erscheint, teils als alleiniger Autor.

## Auszeichnungen
- 2009: zusammen mit Brigitte Scholtes den State-Street-Preis für Finanzjournalisten[3] für den Beitrag: Sprengkraft für die Währungsunion, gesendet im Deutschlandfunk, Hintergrund 13. November 2008[4]